# Rieumes
Rieumes (en occitan Riumas) est une commune française située dans le centre du département de la Haute-Garonne en région Occitanie.
Sur le plan historique et culturel, la commune est dans le Pays toulousain, qui s’étend autour de Toulouse le long de la vallée de la Garonne, bordé à l’ouest par les coteaux du Savès, à l’est par ceux du Lauragais et au sud par ceux de la vallée de l’ Ariège et du Volvestre. Exposée à un climat océanique altéré, elle est drainée par le Touch, la Bure, le ruisseau du Montant, le ruisseau de billère, le ruisseau de l'espérès, le ruisseau de Rieu Ferré, le ruisseau le riou tort et par divers autres petits cours d'eau. La commune possède un patrimoine naturel remarquable composé de deux zones naturelles d'intérêt écologique, faunistique et floristique.
Rieumes est une commune rurale qui compte 3 564 habitants en 2022, après avoir connu une forte hausse de la population depuis 1962. Elle est dans l'unité urbaine de Rieumes et fait partie de l'aire d'attraction de Toulouse. Ses habitants sont appelés les Rieumois ou  Rieumoises.
Le patrimoine architectural de la commune comprend un immeuble protégé au titre des monuments historiques : la halle de Rieumes, inscrite en 2004.

## Géographie

### Localisation
La commune de Rieumes se trouve dans le département de la Haute-Garonne, en région Occitanie.
Elle se situe à 34 km à vol d'oiseau de Toulouse, préfecture du département, à 18 km de Muret, sous-préfecture, et à 23 km de Cazères, bureau centralisateur du canton de Cazères dont dépend la commune depuis 2015 pour les élections départementales.
La commune est par ailleurs ville-centre du bassin de vie de Rieumes.
Les communes les plus proches sont : 
Poucharramet (4,6 km), Savères (4,8 km), Plagnole (5,0 km), Beaufort (5,2 km), Lahage (5,6 km), Lautignac (6,0 km), Bérat (6,1 km), Forgues (6,2 km).
Sur le plan historique et culturel, Rieumes fait partie du pays toulousain, une ceinture de plaines fertiles entrecoupées de bosquets d'arbres, aux molles collines semées de fermes en briques roses, inéluctablement grignotée par l'urbanisme des banlieues.
Rieumes est limitrophe de dix autres communes.
Les communes limitrophes sont  Beaufort, Bérat, Forgues, Lahage, Lautignac, Montgras, Plagnole, Poucharramet, Sainte-Foy-de-Peyrolières et Savères.
| Montgras, Lahage  | Beaufort | Sainte-Foy-de-Peyrolières |
| Forgues, Plagnole | Rieumes  | Poucharramet              |
| Lautignac         | Savères  | Bérat                     |

### Géologie et relief
La superficie de la commune est de 3 090 hectares ; son altitude varie de 214  à   332 mètres.

### Hydrographie

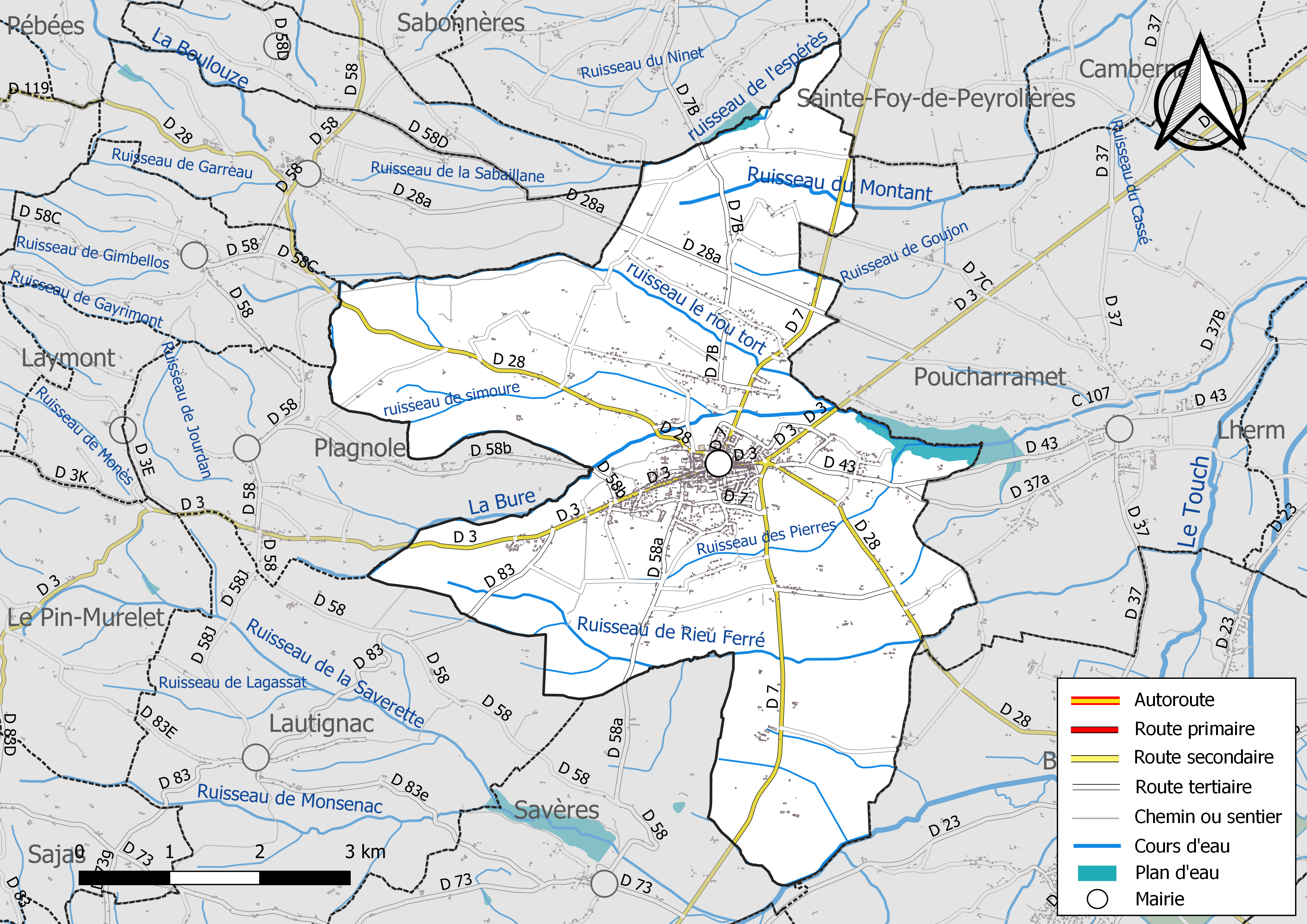
Réseaux hydrographique et routier de Rieumes.

La commune est dans le bassin de la Garonne, au sein du bassin hydrographique Adour-Garonne. Elle est drainée par le Touch, la Bure, le ruisseau du Montant, le ruisseau de billère, le ruisseau de l'espérès, le ruisseau de Rieu Ferré, le ruisseau le riou tort, le ruisseau de Goujon, le ruisseau de Pardou, le ruisseau de simoure, le ruisseau des Pierres, le ruisseau du Bois du Prieur, le ruisseau Rieumes et par divers petits cours d'eau, constituant un réseau hydrographique de 39 km de longueur totale,.
Le Touch, d'une longueur totale de 74,5 km, prend sa source dans la commune de Lilhac et s'écoule du sud-ouest vers le nord-est. Il traverse la commune et se jette dans la Garonne à Blagnac, après avoir traversé 29 communes.
La Bure, d'une longueur totale de 12,9 km, prend sa source dans la commune de Plagnole et s'écoule d'ouest en est. Elle traverse la commune et se jette dans le Touch à Lherm, après avoir traversé 5 communes.
Le ruisseau du Montant, d'une longueur totale de 10,1 km, prend sa source dans la commune et s'écoule vers l'ouest puis se réoriente au nord. Il traverse la commune et se jette dans le ruisseau de la Saudrune à Sainte-Foy-de-Peyrolières, après avoir traversé 5 communes.

### Climat
Pour des articles plus généraux, voir Climat de l'Occitanie et Climat de la Haute-Garonne.
En 2010, le climat de la commune est de type climat du Bassin du Sud-Ouest, selon une étude s'appuyant sur une série de données couvrant la période 1971-2000. En 2020, Météo-France publie une typologie des climats de la France métropolitaine dans laquelle la commune est exposée à un climat océanique altéré et est dans la région climatique Aquitaine, Gascogne, caractérisée par une pluviométrie abondante au printemps, modérée en automne, un faible ensoleillement au printemps, un été chaud (19,5 °C), des vents faibles, des brouillards fréquents en automne et en hiver et des orages fréquents en été (15 à 20 jours).
Pour la période 1971-2000, la température annuelle moyenne est de 12,8 °C, avec une amplitude thermique annuelle de 15,7 °C. Le cumul annuel moyen de précipitations est de 712 mm, avec 9,3 jours de précipitations en janvier et 5,6 jours en juillet. Pour la période 1991-2020, la température moyenne annuelle observée sur la station météorologique la plus proche, située sur la commune de Lherm à 9 km à vol d'oiseau, est de 13,6 °C et le cumul annuel moyen de précipitations est de 620,4 mm,. Pour l'avenir, les paramètres climatiques de la commune estimés pour 2050 selon différents scénarios d'émission de gaz à effet de serre sont consultables sur un site dédié publié par Météo-France en novembre 2022.

### Milieux naturels et biodiversité

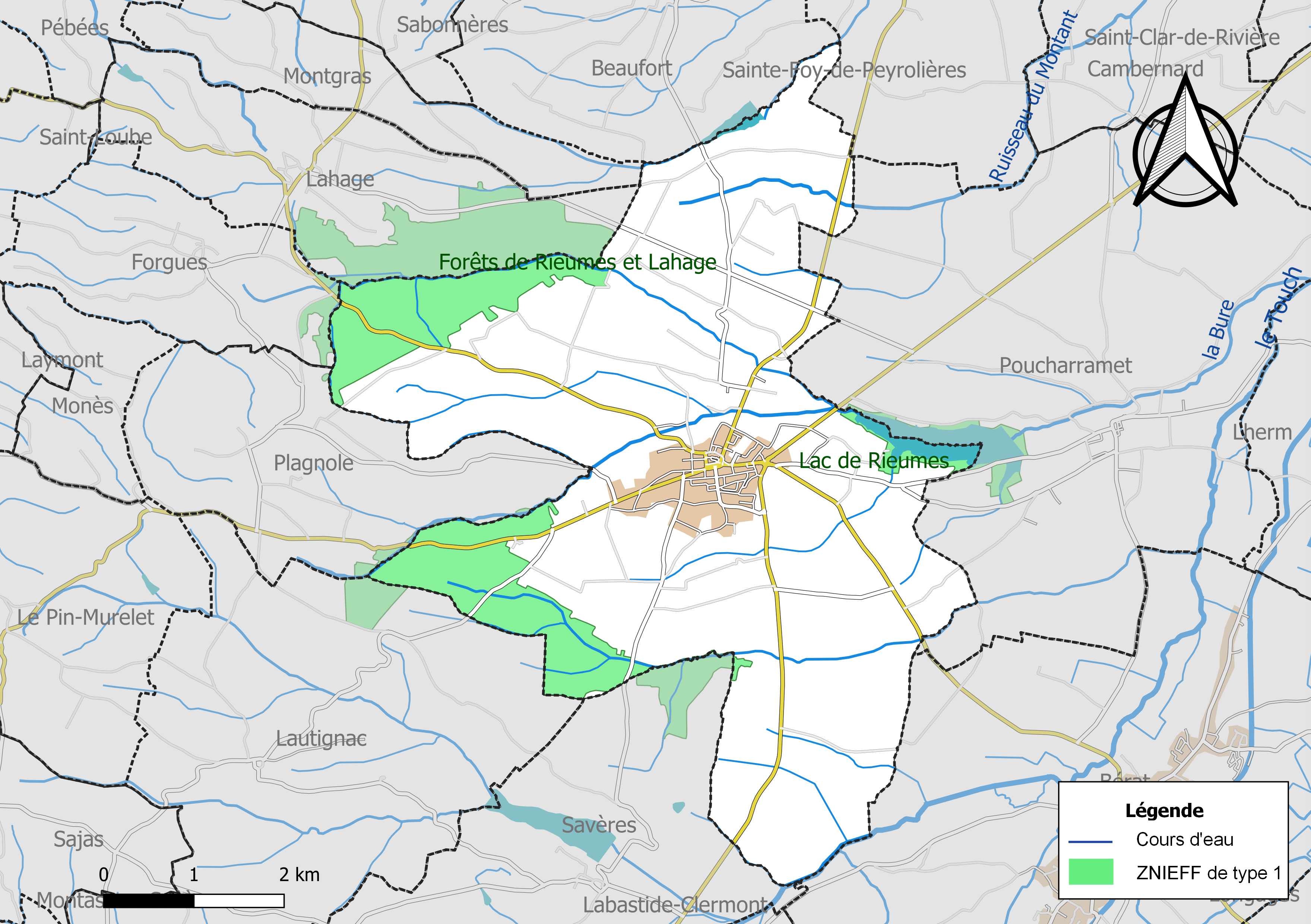
Carte des ZNIEFF de type 1 localisées sur la commune.

L’inventaire des zones naturelles d'intérêt écologique, faunistique et floristique (ZNIEFF) a pour objectif de réaliser une couverture des zones les plus intéressantes sur le plan écologique, essentiellement dans la perspective d’améliorer la connaissance du patrimoine naturel national et de fournir aux différents décideurs un outil d’aide à la prise en compte de l’environnement dans l’aménagement du territoire.
Deux ZNIEFF de type 1 sont recensées sur la commune :
les « forêts de Rieumes et Lahage » (728 ha), couvrant 7 communes du département et 
le « lac de Rieumes » (94 ha), couvrant 2 communes du département.

## Urbanisme

### Typologie
Au 1er janvier 2024, Rieumes est catégorisée bourg rural, selon la nouvelle grille communale de densité à sept niveaux définie par l'Insee en 2022.
Elle appartient à l'unité urbaine de Rieumes, une unité urbaine monocommunale constituant une ville isolée,. Par ailleurs la commune fait partie de l'aire d'attraction de Toulouse, dont elle est une commune de la couronne,. Cette aire, qui regroupe 527 communes, est catégorisée dans les aires de 700 000 habitants ou plus (hors Paris),.

### Occupation des sols

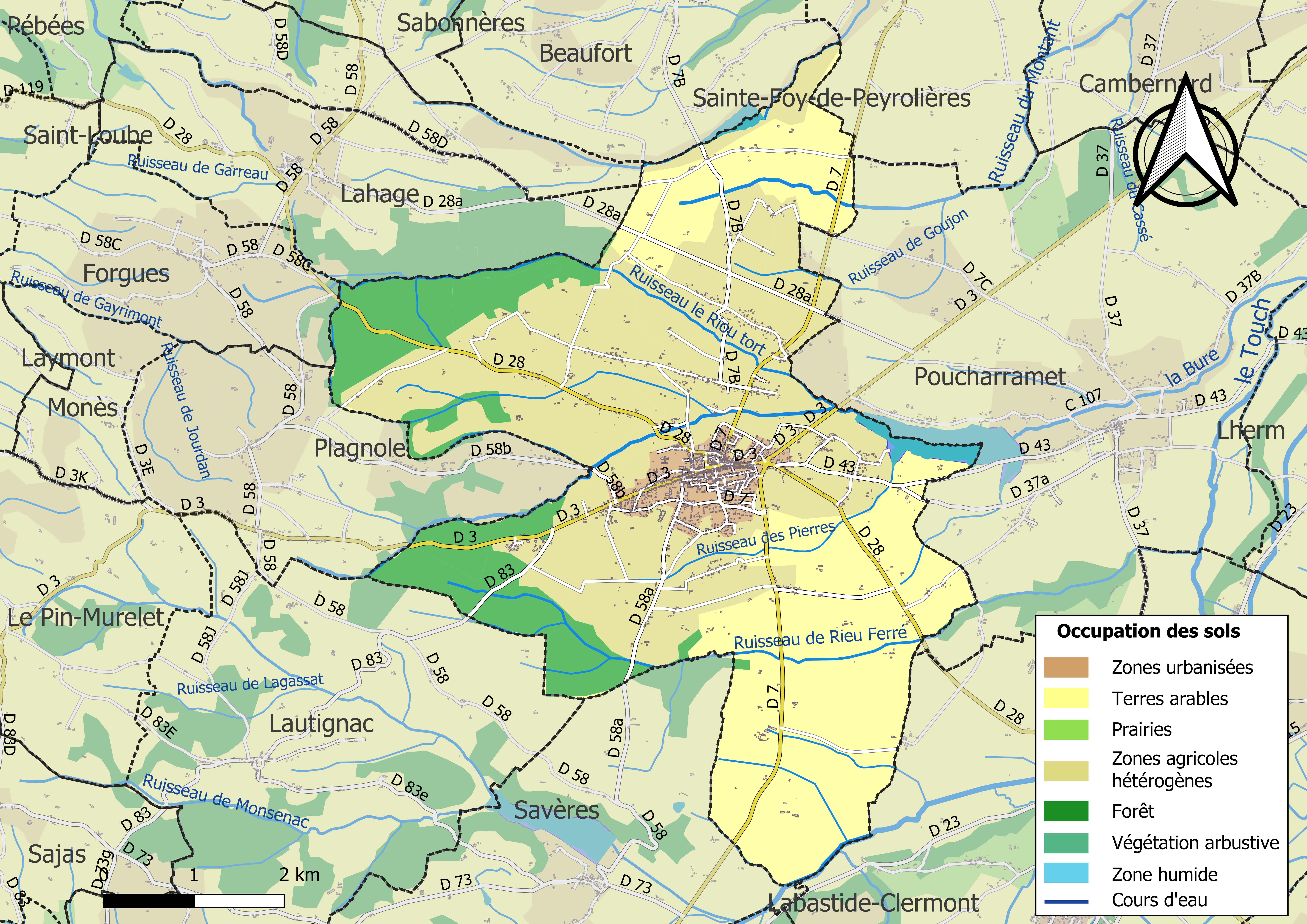
Carte des infrastructures et de l'occupation des sols de la commune en 2018 (CLC).

L'occupation des sols de la commune, telle qu'elle ressort de la base de données européenne d’occupation biophysique des sols Corine Land Cover (CLC), est marquée par l'importance des territoires agricoles (79,8 % en 2018), en diminution par rapport à 1990 (82,6 %). La répartition détaillée en 2018 est la suivante : 
zones agricoles hétérogènes (45,4 %), terres arables (34,4 %), forêts (14,6 %), zones urbanisées (4,9 %), eaux continentales (0,8 %). L'évolution de l’occupation des sols de la commune et de ses infrastructures peut être observée sur les différentes représentations cartographiques du territoire : la carte de Cassini (XVIIIe siècle), la carte d'état-major (1820-1866) et les cartes ou photos aériennes de l'IGN pour la période actuelle (1950 à aujourd'hui).

### Voies de communication et transports

#### Voies de communication
L'accès est assuré par l'autoroute A64 (sortie 34) puis prendre la route départementale D 3 en venant de Muret, et par le GR 86.

#### Transports
La ligne 305 du réseau Arc-en-Ciel relie la commune à la station Arènes du métro de Toulouse, la ligne 324 relie la commune à la gare de Muret, en correspondance avec la ligne D vers Toulouse-Matabiau, la ligne 363 relie la commune à la gare routière de Toulouse via Plaisance-du-Touch et la ligne 364 relie la commune à la gare routière de Toulouse via Muret.
Voir aussi l'ancienne ligne de Toulouse à Boulogne-sur-Gesse et l'ancienne gare de Rieumes.

### Risques majeurs
Le territoire de la commune de Rieumes est vulnérable à différents aléas naturels : météorologiques (tempête, orage, neige, grand froid, canicule ou sécheresse), inondations, feux de forêts et séisme (sismicité très faible). Un site publié par le BRGM permet d'évaluer simplement et rapidement les risques d'un bien localisé soit par son adresse soit par le numéro de sa parcelle.
Certaines parties du territoire communal sont susceptibles d’être affectées par le risque d’inondation par débordement de cours d'eau, notamment la Bure et le ruisseau du Montant. La commune a été reconnue en état de catastrophe naturelle au titre des dommages causés par les inondations et coulées de boue survenues en 1982, 1995, 1999, 2000 et 2009,.
Un plan départemental de protection des forêts contre les incendies a été approuvé par arrêté préfectoral du 25 septembre 2006. Rieumes est exposée au risque de feu de forêt du fait de la présence sur son territoire du massif de Rieumes. Il est ainsi défendu aux propriétaires de la commune et à leurs ayants droit de porter ou d’allumer du feu dans l'intérieur et à une distance de 200 mètres des bois, forêts, plantations, reboisements ainsi que des landes. L’écobuage est également interdit, ainsi que les feux de type méchouis et barbecues, à l’exception de ceux prévus dans des installations fixes (non situées sous couvert d'arbres) constituant une dépendance d'habitation,

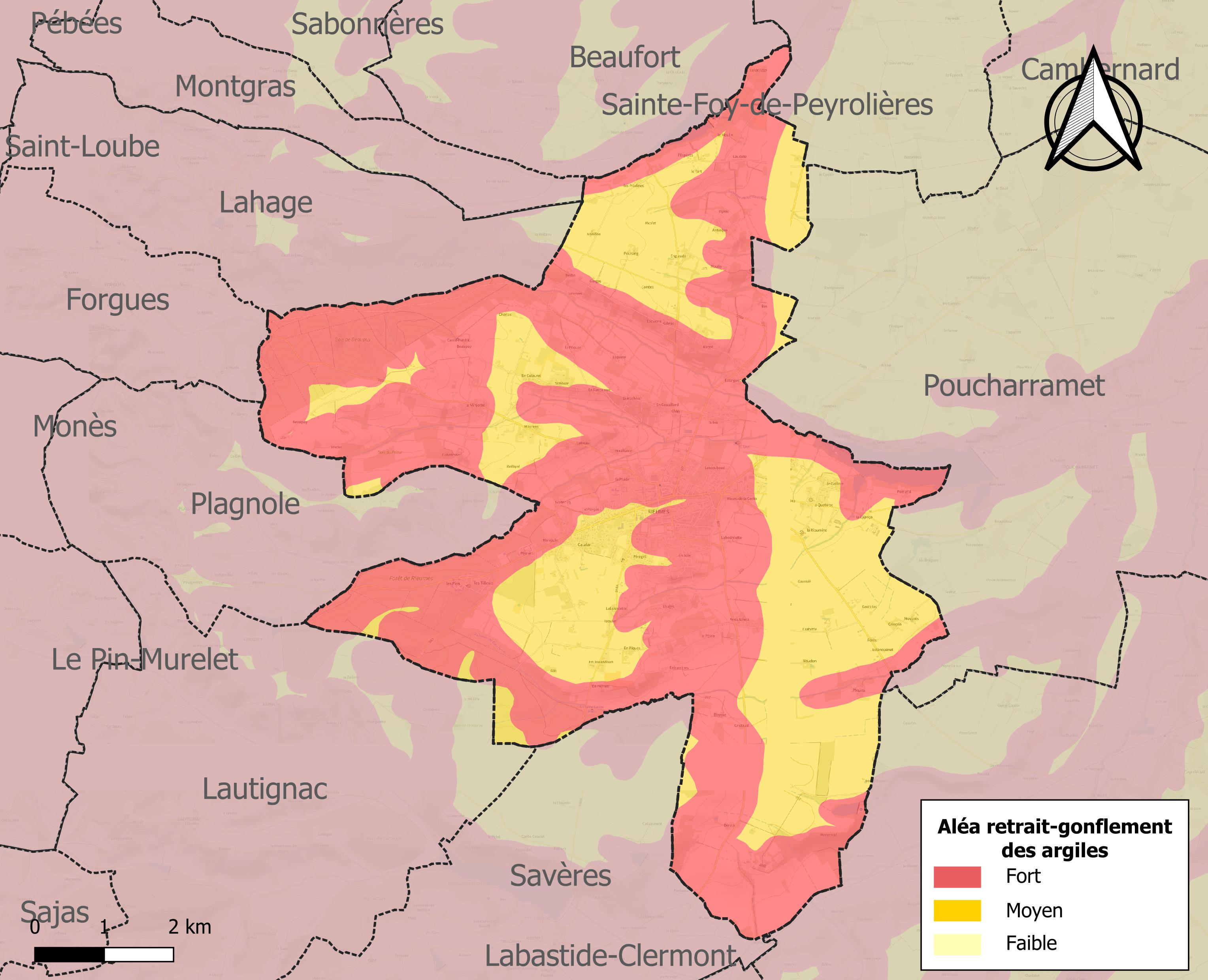
Carte des zones d'aléa retrait-gonflement des sols argileux de Rieumes.

Le retrait-gonflement des sols argileux est susceptible d'engendrer des dommages importants aux bâtiments en cas d’alternance de périodes de sécheresse et de pluie. La totalité de la commune est en aléa moyen ou fort (88,8 % au niveau départemental et 48,5 % au niveau national). Sur les 1 386 bâtiments dénombrés sur la commune en 2019, 1 386 sont en aléa moyen ou fort, soit 100 %, à comparer aux 98 % au niveau départemental et 54 % au niveau national. Une cartographie de l'exposition du territoire national au retrait gonflement des sols argileux est disponible sur le site du BRGM,.
Par ailleurs, afin de mieux appréhender le risque d’affaissement de terrain, l'inventaire national des cavités souterraines permet de localiser celles situées sur la commune.
Concernant les mouvements de terrains, la commune a été reconnue en état de catastrophe naturelle au titre des dommages causés par la sécheresse en 1989, 2002, 2003, 2006, 2011 et 2016 et par des mouvements de terrain en 1999.

## Histoire
La bastide a été fondée en 1317.
En 1836, la commune de Rieumes absorbe la commune de Les Perès (aujourd'hui Lesperes ou l’Espéres).
L'histoire de Rieumes est marquée par son action au sein de la Résistance française. Le maquis de Rieumes est l'un des artisans de la victoire des Résistants sur les nazis.

## Politique et administration

### Administration municipale
Le nombre d'habitants au recensement de 2017 étant compris entre 3 500 habitants et 4 999 habitants, le nombre de membres du conseil municipal pour l'élection de 2020 est de vingt sept,.

### Rattachements administratifs et électoraux
Commune faisant partie de la huitième circonscription de la Haute-Garonne de la communauté de communes du Savès et du canton de Cazères  (avant le redécoupage départemental de 2014, Rieumes était le chef-lieu de l'ex-canton de Rieumes) et avant le 1er janvier 2017 elle faisait aussi partie de la communauté de communes du Savès.

## Population et société

### Démographie
L'évolution du nombre d'habitants est connue à travers les recensements de la population effectués dans la commune depuis 1793. Pour les communes de moins de 10 000 habitants, une enquête de recensement portant sur toute la population est réalisée tous les cinq ans, les populations de référence des années intermédiaires étant quant à elles estimées par interpolation ou extrapolation. Pour la commune, le premier recensement exhaustif entrant dans le cadre du nouveau dispositif a été réalisé en 2007.

En 2022, la commune comptait 3 564 habitants, en évolution de +1,48 % par rapport à 2016 (Haute-Garonne : +8,02 %, France hors Mayotte : +2,11 %).
| 1793  | 1800  | 1806  | 1821  | 1831  | 1836  | 1841  | 1846  | 1851  |
| ----- | ----- | ----- | ----- | ----- | ----- | ----- | ----- | ----- |
| 1 008 | 1 125 | 1 266 | 1 375 | 1 610 | 2 000 | 1 801 | 1 972 | 2 068 |

| 1856  | 1861  | 1866  | 1872  | 1876  | 1881  | 1886  | 1891  | 1896  |
| ----- | ----- | ----- | ----- | ----- | ----- | ----- | ----- | ----- |
| 2 220 | 2 302 | 2 304 | 2 171 | 2 231 | 2 167 | 2 124 | 2 114 | 2 080 |

| 1901  | 1906  | 1911  | 1921  | 1926  | 1931  | 1936  | 1946  | 1954  |
| ----- | ----- | ----- | ----- | ----- | ----- | ----- | ----- | ----- |
| 2 029 | 2 035 | 2 031 | 1 872 | 1 823 | 1 805 | 1 850 | 1 727 | 1 660 |

| 1962  | 1968  | 1975  | 1982  | 1990  | 1999  | 2006  | 2007  | 2012  |
| ----- | ----- | ----- | ----- | ----- | ----- | ----- | ----- | ----- |
| 1 772 | 1 987 | 2 084 | 2 341 | 2 414 | 2 601 | 3 159 | 3 237 | 3 432 |

| 2017  | 2022  | - | - | - | - | - | - | - |
| ----- | ----- | - | - | - | - | - | - | - |
| 3 509 | 3 564 | - | - | - | - | - | - | - |

| selon la population municipale des années : | 1968 | 1975 | 1982 | 1990 | 1999 | 2006 | 2009 | 2013 |
| Rang de la commune dans le département      | 31   | 41   | 48   | 55   | 59   | 58   | 59   | 62   |
| Nombre de communes du département           | 592  | 582  | 586  | 588  | 588  | 588  | 589  | 589  |

### Service public
Rieumes possède un service départemental d'incendie et de secours, une gendarmerie, une poste,

### Culture
Médiathèque, école de musique, chant, orchestre, ludothèque, ensemble vocal,

#### Événements
- Marché fermier de plein vent tous les jeudis matin.
- Fête locale de la Saint-Gilles le 1er week-end de septembre organisée par l'association "Rieumes en Fêtes".

Rieumes possède aussi une tradition taurine héritée des générations qui ont connu « les arènes du soleil d'or » des Arènes (quartier de Toulouse). Depuis les années 2000 et jusqu'en 2015, près de 200 bénévoles ont contribué chaque année à l'organisation de spectacles taurins le dernier week-end de juin dans une arène érigée sur un terrain privé. La ville est membre de l'Union des villes taurines françaises.

### Santé
La commune possède un centre communal d'action sociale, deux maisons de retraite type EHPAD (Résidence La Prade), des médecins généralistes, un ostéopathe, des dentistes et un cabinet vétérinaire.

### Enseignement
Rieumes fait partie de l'académie de Toulouse.
L'éducation est assurée sur la commune de Rieumes de la crèche, en passant par l'école maternelle et l'école élémentaire, jusqu'au collège Robert-Roger et le lycée professionnel Le Savès.

### Activités sportives
Depuis 1904, plus de cent ans, le rugby à Rieumes fait partie intégrante de la vie de ses habitants. Le Sporting Club Rieumois a évolué en deuxième division nationale atteignant les quarts de finale en 1965.
Le club a par la suite évolué dans le championnat de France de Fédérale 3 depuis la saison 2005-2006. Désormais en Fédérale 2 saison 2021-2022, champion de France réserve honneur 1 en 2013.
Chasse, pétanque, tennis, football, natation, tennis de table, self défense, tai-chi-chuan, randonnée pédestre,

#### Équipements sportifs
Piscine municipale, terrains de tennis, terrain multisport synthétique, terrain de football, terrain de rugby, mur d'escalade, boulodrome, gymnase, Tépacap parc d'attraction (accrobranche, jeux pour enfants, paintball, parc à thèmes, activité insolite).

### Écologie et recyclage
La collecte et le traitement des déchets des ménages et des déchets assimilés ainsi que la protection et la mise en valeur de l'environnement se font dans le cadre de la Communauté de communes Cœur de Garonne.
Il existe une déchèterie située sur la commune de Poucharramet (déchèterie du Savès).

## Économie

### Revenus
En 2018  (données Insee publiées en septembre 2021), la commune compte 1 470 ménages fiscaux, regroupant 3 407 personnes. La médiane du revenu disponible par unité de consommation est de 21 360 € (23 140 € dans le département). 45 % des ménages fiscaux sont imposés (55,3 % dans le département).

### Emploi
|                | 2008  | 2013  | 2018   |
| -------------- | ----- | ----- | ------ |
| Commune        | 6,8 % | 9,1 % | 10,9 % |
| Département    | 7,7 % | 9,6 % | 9,3 %  |
| France entière | 8,3 % | 10 %  | 10 %   |

En 2018, la population âgée de 15 à 64 ans s'élève à 2 121 personnes, parmi lesquelles on compte 76,7 % d'actifs (65,8 % ayant un emploi et 10,9 % de chômeurs) et 23,3 % d'inactifs,. En  2018, le taux de chômage communal (au sens du recensement) des 15-64 ans est supérieur à celui du département et de la France, alors qu'en 2008 la situation était inverse.
La commune fait partie de la couronne de l'aire d'attraction de Toulouse, du fait qu'au moins 15 % des actifs travaillent dans le pôle,. Elle compte 1 153 emplois en 2018, contre 1 131 en 2013 et 1 038 en 2008. Le nombre d'actifs ayant un emploi résidant dans la commune est de 1 411, soit un indicateur de concentration d'emploi de 81,7 % et un taux d'activité parmi les 15 ans ou plus de 56,6 %.
Sur ces 1 411 actifs de 15 ans ou plus ayant un emploi, 478 travaillent dans la commune, soit 34 % des habitants. Pour se rendre au travail, 83,9 % des habitants utilisent un véhicule personnel ou de fonction à quatre roues, 3,3 % les transports en commun, 7,2 % s'y rendent en deux-roues, à vélo ou à pied et 5,6 % n'ont pas besoin de transport (travail au domicile).

### Activités hors agriculture

#### Secteurs d'activités
285 établissements sont implantés  à Rieumes au 31 décembre 2019. Le tableau ci-dessous en détaille le nombre par secteur d'activité et compare les ratios avec ceux du département,.
| Secteur d'activité                                                                                        | Commune | Commune | Département |
| Secteur d'activité                                                                                        | Nombre  | %       | %           |
| --- | ------- | ------- | ----------- |
| Ensemble                                                                                                  | 285     | 100 %   | (100 %)     |
| Industrie manufacturière, industries extractives et autres                                                | 19      | 6,7 %   | (5,7 %)     |
| Construction                                                                                              | 46      | 16,1 %  | (12 %)      |
| Commerce de gros et de détail, transports, hébergement et restauration                                    | 86      | 30,2 %  | (25,9 %)    |
| Information et communication                                                                              | 3       | 1,1 %   | (4,1 %)     |
| Activités financières et d'assurance                                                                      | 7       | 2,5 %   | (3,8 %)     |
| Activités immobilières                                                                                    | 11      | 3,9 %   | (4,2 %)     |
| Activités spécialisées, scientifiques et techniques et activités de services administratifs et de soutien | 37      | 13 %    | (19,8 %)    |
| Administration publique, enseignement, santé humaine et action sociale                                    | 49      | 17,2 %  | (16,6 %)    |
| Autres activités de services                                                                              | 27      | 9,5 %   | (7,9 %)     |

Le secteur du commerce de gros et de détail, des transports, de l'hébergement et de la restauration est prépondérant sur la commune puisqu'il représente 30,2 % du nombre total d'établissements de la commune (86 sur les 285 entreprises implantées  à Rieumes), contre 25,9 % au niveau départemental.

#### Entreprises et commerces
Les cinq entreprises ayant leur siège social sur le territoire communal qui génèrent le plus de chiffre d'affaires en 2020 sont : 
- Holdiri, supermarchés (15 360 k€) ;
- Societe D'exploitation Ane Alain - Seaa, travaux d'installation d'eau et de gaz en tous locaux (1 042 k€) ;
- Materiaux D Oc, commerce de détail de quincaillerie, peintures et verres en petites surfaces (moins de 400 m2) (839 k€) ;
- Vivies Messagerie, transports routiers de fret de proximité (410 k€) ;
- Pro-J Bat, travaux de maçonnerie générale et gros œuvre de bâtiment (244 k€).

L'agriculture basée sur la culture de céréales (maïs, blé…) a encore une place très importante mais tend à diminuer en faveur de zones résidentielles liées à la proximité de l'agglomération toulousaine puisque Rieumes se trouve dans son aire urbaine. L'artisanat ainsi que le commerce y sont bien représentés.
- Centre d'aide par le travail (les Pins).

### Agriculture
La commune est dans les « Coteaux du Gers », une petite région agricole occupant une partie nord-ouest du département de la Haute-Garonne, caractérisée par une succession de coteaux peu accidentés, les surfaces cultivées étant entièrement dévolues aux grandes cultures. En 2020, l'orientation technico-économique de l'agriculture  sur la commune est la culture de céréales et/ou d'oléoprotéagineuses.
|               | 1988  | 2000  | 2010  | 2020  |
| ------------- | ----- | ----- | ----- | ----- |
| Exploitations | 83    | 50    | 42    | 34    |
| SAU (ha)      | 2 427 | 1 934 | 1 889 | 1 477 |

Le nombre d'exploitations agricoles en activité et ayant leur siège dans la commune est passé de 83 lors du recensement agricole de 1988  à 50 en 2000 puis à 42 en 2010 et enfin à 34 en 2020, soit une baisse de 59 % en 32 ans. Le même mouvement est observé à l'échelle du département qui a perdu pendant cette période 57 % de ses exploitations,. La surface agricole utilisée sur la commune a également diminué, passant de 2 427 ha en 1988 à 1 477 ha en 2020. Parallèlement la surface agricole utilisée moyenne par exploitation a augmenté, passant de 29 à 43 ha.

## Culture locale et patrimoine

### Lieux et monuments
- Église Saint-Gilles, orgues d'Aristide Cavaillé-Coll de 1854, inscrite au titre des monuments historiques.
- Halle de Rieumes, Halle inscrite au titre des monuments historiques depuis 2004[51].
- Château d'eau de 1896.
- Chapelle Notre-Dame dite chapelle de l'Ormette de en Gouaillard[52],[53].
- GR 86, sentier de grande randonnée.

### Personnalités liées à la commune
- Jean Suau (1503-1566), évêque de Mirepoix puis cardinal français né à Rieumes.
- Alexandre Pons, Protonotaire apostolique à la primatiale de Carthage.
- Robert Roger, médecin et résistant pendant la guerre, le collège de Rieumes porte aujourd'hui son nom.
- Bernard Viviès, joueur international de rugby à XV et co-entraineur de l'équipe de France de rugby à XV auprès de Bernard Laporte
- Michel Billière, joueur de rugby à XV, ancien international
- Hélia Thézan, cantatrice
- Guillaume Boussès, joueur international de rugby à XV
- Lionel Mazars, joueur international de rugby à XV
- Jean-François Montauriol international Italien de rugby à XV
- Jean Lassègue, joueur de rugby à XV.
- Guy Laporte, joueur international de rugby à XV, manager équipe de France XV

### Héraldique
| Rieumes | Son blasonnement est : D'or au compas de gueules ouvert en chevron, les pointes en bas. |

## Pour approfondir